# Caldwelliola andamira
Caldwelliola andamira är en insektsart som beskrevs av Young 1977. Caldwelliola andamira ingår i släktet Caldwelliola och familjen dvärgstritar. Inga underarter finns listade i Catalogue of Life.